# Lestodiplosis rufa
Lestodiplosis rufa är en tvåvingeart som först beskrevs av Ephraim Porter Felt 1908.  Lestodiplosis rufa ingår i släktet Lestodiplosis och familjen gallmyggor. Inga underarter finns listade i Catalogue of Life.